# Humberto Soto
Humberto Soto (* 11. Mai 1980 in Los Mochis, Sinaloa, Mexiko als Armando Humberto Soto Ochoa) ist ein ehemaliger mexikanischer Profiboxer, dessen Karriere von 1997 bis 2019 andauerte. Von Dezember 2008 bis März 2010 war er WBC-Weltmeister im Superfedergewicht und von März 2010 bis Juli 2011 auch WBC-Weltmeister im Leichtgewicht.

## Boxkarriere
Soto bestritt sein Profidebüt im September 1997 und erreichte bis 2005 eine durchwachsene Bilanz von 35 Siegen, 5 Niederlagen, 2 Unentschieden und 1 wertungsloses Urteil (Kampfabbruch nach Zusammenstoß mit den Köpfen gegen Jorge Solís).
Am 20. August 2005 siegte er gegen Rocky Juarez und wurde dadurch WBC-Interimsweltmeister im Federgewicht. Der Interimstitel wurde ausgeboxt, da der reguläre WBC-Titelträger Chi In-jin verletzungsbedingt nicht zu einer Titelverteidigung gegen Juarez antreten konnte. Den Interimsstatus verteidigte er im Februar 2006 gegen Oscar León und gewann im August 2006 einen WBC-Ausscheidungskampf im Superfedergewicht gegen Ivan Valle.
Am 17. November 2007 boxte er gegen Joan Guzmán um den WBO-Weltmeistertitel im Superfedergewicht, verlor jedoch einstimmig nach Punkten. Am 11. Oktober 2008 gewann er jedoch die WBC-Interimsmeisterschaft im Superfedergewicht durch einen Sieg gegen Gamaliel Diaz und schlug am 20. Dezember 2008 beim Kampf um den vakanten und regulären WBC-Titel Francisco Lorenzo.
2009 verteidigte er den WBC-WM-Titel jeweils vorzeitig gegen Antonio Davis, Benoit Gaudet und Aristides Pérez.
Im Anschluss wechselte er in das Leichtgewicht und gewann im Dezember 2009 gegen Jesus Chavez, ehe er im März 2010 seinen WBC-Titel im Superfedergewicht niederlegte, um am 13. März 2010 gegen David Díaz um den vakanten WBC-Gürtel im Leichtgewicht anzutreten. Diesen Kampf gewann Soto einstimmig nach Punkten und verteidigte den Titel im Anschluss gegen Ricardo Domínguez, Fidel Muñoz, Urbano Antillón und Motoki Sasaki.
Im Juli 2011 legte er den WBC-Titel nieder, um in das Halbweltergewicht aufzusteigen. Bis zu seinem vorläufigen Karriereende im Oktober 2016 erzielte er 11 Siege und 2 Niederlagen, ehe er 2018 ein Comeback gab. Dabei besiegte er im Februar 2019 überraschend Brandon Ríos, verlor jedoch im April 2019 vorzeitig gegen Jessie Vargas.